# Castanea mollissima
Espèce
Classification phylogénétique
Le châtaignier chinois (Castanea mollissima) est un arbre originaire de Chine appartenant à la famille des Fagaceae.

## Description
Il s'agit d'un arbre pouvant mesurer jusqu'à 20 m de haut avec une large couronne. L'écorce est grise, lisse chez les jeunes arbres et fissurée avec des rayures blanches chez les plus âgés.
Les feuilles caduques à marge dentée sont alternes, simples et mesurent 10 à 22 cm de long et 4,5 à 8 cm de large.
Les fleurs sont produites en chatons de 4 à 20 cm de long, avec les fleurs femelles à la base du chaton et les mâles en bout de rameau.
Le fruit est une bogue épineuse de 4 à 8 cm de diamètre, contenant deux ou trois châtaignes brun brillant de 2 à 3 cm de diamètre sur les arbres sauvages.
L'adjectif mollissima du nom scientifique provient du duvet qui recouvrent les jeunes pousses et les jeunes feuilles.

## Distribution et habitat
Il pousse dans les régions tropicales, les régions continentales et océaniques avec des hivers doux et des étés chauds avec une pluviométrie d'environ 1000 mm par an, tombant surtout en été.
On trouve le châtaignier chinois dans les provinces chinoises de Anhui, Fujian, Gansu, Guangdong, Guangxi, Guizhou, Hebei, Henan, Hubei, Hunan, Jiangsu, Jiangxi, Liaoning, Nei Mongol, Qinghai, Shaanxi, Shandong, Shanxi, Sichuan, Xizang, Yunnan et du Zhejiang ainsi qu'à Taiwan et en Corée.
Elle pousse à proximité de niveau de la mer dans le nord de son aire de répartition, et à une altitude allant jusqu'à 2.800 m dans le sud. L'espèce préfère le plein soleil et les sols acides.

## Écologie
Lorsque cultivées à proximité d'autres espèces de châtaigniers telles que le châtaignier Japonais (C. crenata), le châtaignier d'Amérique (C. dentata), et le châtaignier européen (C. sativa), le châtaignier chinois peut facilement les polliniser pour former des hybrides.
Le châtaignier chinois a évolué sur une longue période en coexistence avec la maladie du chancre du châtaignier (Cryphonectria parasitica, anciennement Endothia parasitica), et a développé une résistance très réussie à celle-ci, probablement plus que toute autre espèce de châtaignier, de sorte que, même s'il n'est pas immunisé, il ne subit que des dégâts mineurs lorsqu'il est infecté. Ceci est en contraste frappant avec le châtaignier d'Amérique, qui n'avait pas de résistance au chancre, et a été presque anéanti par celui-ci après son introduction en Amérique du Nord en provenance d'Asie. Un programme actif a été poursuivi en Amérique du Nord pour croiser le châtaignier chinois et le châtaignier d'Amérique pour essayer d'obtenir un hybride proche du châtaignier d'Amérique (grande stature, grande feuilles, plus grosses châtaignes plus sucrées), tout en récupérant la résistance au chancre du châtaignier chinois.
Le plus grand ravageur du châtaignier chinois est le cynips du châtaignier.

## Usages
Les châtaignes sont comestibles et l'arbre est largement cultivé dans l'est de l'Asie. Plus de 300 cultivars ont été sélectionnés pour la production de châtaignes. En outre, la châtaigne de Dandong (issue du châtaignier japonais - Castanea crenata) est un cultivar majeur dans la province du Liaoning. Certains cultivars, tels que "Kuling", "Meiling" et "Nankin", ont de grosses châtaignes allant jusqu'à 4 cm de diamètre. Les châtaignes sont douces et considérées par certains comme les meilleures de tous les châtaigniers.
La culture se déroule principalement en Chine dans les plantations subdivisées en cinq grands groupes régionaux qui le Nord, la vallée du Yangtze, le Sichuan et le Guizhou, le Sud et le Sud-Ouest. Le rendement peut aller jusqu'à 10 tonnes par ha et par an. Le nombre de fruits est de 75 à 330 châtaignes par kilogramme. Les variétés à gros fruits donnent 35 à 150 fruits par kilogramme. Dans le Hubei, conditions subtropicales, certaines variétés donnent deux récoltes par an.
La production chinoise en 2006 s'élevait à 850.000 tonnes, avec une récolte mondiale totale de toutes les espèces de châtaigniers d'environ 1,17 million de tonnes.
Les châtaignes sont également une source alimentaire importante pour la faune.